# Marie-Aleth Grard
Pour les articles homonymes, voir Grard.
Marie-Aleth Grard, née le 24 octobre 1960 à Troyes, est présidente d’ATD Quart monde, qu’elle a représenté au Conseil économique, social et environnemental de 2008 à 2021. Elle est également membre du Conseil scientifique Covid-19 de 2020 à 2022.

## Biographie
Photographe de profession, elle est diplômée de l’École Louis Lumière à Paris et intègre en 1983 le CEA comme photographe scientifique et technique.
Alliée bénévole du Mouvement ATD Quart Monde, depuis 1982, elle a notamment été déléguée locale de l’association dans l’Essonne de 1983 à 1999 ; responsable nationale de Tapori, la branche enfance de l’association, de 1999 à fin 2007, avant de rejoindre la Délégation nationale du Mouvement de 2014 à 2018.
Vice-présidente d'ATD Quart Monde France depuis 2008, elle en devient présidente en juillet 2020, succédant à Claire Hédon, nommée Défenseure des droits,.
En 2008, elle est nommée membre du Conseil économique social et environnemental (CESE) dans le groupe des personnalités qualifiées, au nom d’ATD Quart Monde. Son mandat, renouvelé en 2015, a pris fin en 2021. Au CESE, elle siège dans deux sections, la section Affaires sociales et santé et la section Éducation, communication, culture. En 2015, elle a été rapporteure de l’avis « Une école de la réussite pour tous », dans lequel le CESE souligne l’importance d’ouvrir l’école aux parents, notamment à ceux qui en sont les plus éloignés, et met en avant des pédagogies coopératives pour une école de la réussite de tous les élèves,. Cet avis est le fruit de plus de 200 auditions et de travaux menés en Croisement des savoirs et des pratiques avec des parents vivant dans la grande pauvreté. En 2017, elle a été co-rapporteure de l’avis « Le revenu minimum social garanti », dans lequel le CESE propose la mise en œuvre d’un revenu minimum social garanti « qui constitue le socle de la solidarité nationale à l’égard des personnes en situation de fragilité économique et sociale » et formule des propositions pour en simplifier l’accès, l’inscrire dans une démarche d’accès à l’emploi et agir pour une meilleure acceptabilité par la société.
En 2013, elle est nommée membre du Conseil supérieur des programmes, dont elle démissionne en 2018, regrettant que cette instance chargée de rédiger les programmes scolaires soit « devenu un lieu où on enregistre les textes proposés mais où il est impossible d'avoir des discussions ».
En mars 2020, au début du premier confinement lié à l’épidémie de COVID-19, elle est nommée par le président du Sénat au Conseil scientifique présidé par Jean-François Delfraissy , pour y « relayer les difficultés rencontrées par les personnes en situation de précarité pendant le confinement ».
Elle a été élue à deux reprises comme conseillère municipale de Saint-Michel-sur-Orge, mandat qu'elle remplit de 2001 à 2014.
Elle est nommée par décret du Président de la République du 14 novembre 2019 au conseil de l'ordre national de la Légion d'honneur.

## Distinctions
- Officier de l'ordre national du Mérite[22]
- Chevalière de la Légion d'honneur[23]

## Publications
- « Les parents d’élèves, une ressource : comment vaincre les idées reçues ? », in Choukri Ben Ayed et Philippe Joutard, Grande pauvreté, inégalités sociales et école. Sortir de la fatalité, Berger-Levrault, « Au fil du débat-Études », 2021, 256p.  (ISBN 978-2-7013-2140-0)
- Marie-Aleth Grard (dir.), L’égale dignité des invisibles. Quand les sans-voix parlent de l’école, Éditions Quart Monde/Le Bord de l’eau, 2022, 192p.  (ISBN 9782356879004)